# Marley Marl
Marlon Williams (nacido el 30 de septiembre de 1962 en Queens, Nueva York), más conocido como Marley Marl, es uno de los más influyentes productores de hip hop. Era el productor de la casa del colectivo Juice Crew, que incluía (además de él) a Big Daddy Kane, Biz Markie, Roxanne Shanté, Kool G Rap, MC Shan (su primo), Masta Ace, King Tee.
Si bien el sampler conoció al hip hop desde el "golpe de orquesta" hecho en un Fairlight CMI en el "Planet Rock" de Bambaataa el 82'; Marley Marl le dio todo un nuevo significado al usar el instrumento como una caja de ritmos con los sonidos que uno quiera que suenen, mediante samplearlos de otras grabaciones. Esta técnica fundamental le fue descubierta casualmente en 1984 al dejar caer un sonido de caja desde un tema de James Brown en el teclado Emulator del estudio Unique Recordings en Manhattan, donde ayudaba en una sesión de remix para el tema "Cosmic Blast" de Captain Rock. 
Marl comenzó su carrera trabajando para Tuff City Records, propiedad de Aaron Fuch. Su debut fue en 1983 con una respuesta al "Sucker MC's" de los Run-DMC llamado "Sucker DJ's" interpretado por su entonces novia Dimples D. En 1985, hace su debut solista con su tema "DJ Cuttin", grabado bajo el seudónimo de NYC Cutter. Fue una figura muy importante en la carrera de Eric B. & Rakim, produciendo sus primeros éxitos "My Melody" y "Eric B Is President" en 1986.  
Aparte del sampling, Marl estiró la "leyenda negra" de las "batallas" entre MC's (surgidas desde las respuestas al "Roxanne Roxanne" de U.T.F.O, de las que él mismo fue partícipe con su "Roxanne Revenge" por Roxanne Shanté) cuando hace en 1986 para su primo MC Shan el tema "The Bridge", un himno de Queens que no tardaría en ser violentamente respondido por el rapero del Bronx KRS-One con su "The Bridge Is Over".
Notorious B.I.G. se refirió a él como una de sus primeras influencias en la canción "Juicy" de 1994 cantando: "The rap attack Mr. magic Marley Marl"

## Discografía

### Álbumes
- In Control Volume I (1988)
- In Control Volume II (1991)
- Re-entry (2001)
- Hip Hop Lives (con KRS-One) (2007)
- Operation: Take Back Hip Hop (con Craig G) (2008)

### Compilaciones
- House of Hits (1995)
- Best of Cold Chillin' (2001)